# Luis Enrique Ascoy
Luis Enrique Ascoy (Lima, 23 de mayo de 1965) es un cantante y compositor católico de origen peruano.

## Biografía
En 1984, formó su primera banda de rock cristiano católico llamada Getsemaní y en 1987, inició su labor como solista, grabando su primer casete para Librerías San Pablo titulado Dónde estabas libertad. En 1992, luego de ofrecer muchos recitales en parroquias y colegios del país, es convocado por el monseñor Hugo Garaycoa para dirigir el proyecto especial de evangelización a través de la música Evangelicanto, desde la comisión episcopal de juventud. En 1994, Luis Enrique viaja a España invitado por el Proyecto David para ofrecer recitales en Barcelona y grabar su primera producción digital titulada Vida 10 años.
El 5 de agosto de 1996, Ascoy y su esposa dejan sus profesiones —abogado y contadora—, y comienzan a evangelizar. De allí en adelante Luis Enrique viaja por casi todo el Perú y toda América. Ese mismo año es convocado por el cardenal Augusto Vargas Alzamora, para integrarse a la Vicaría de la Juventud de Lima.
En 1997, Luis Enrique es convocado por el CELAM para grabar un CD titulado Lenguas de fuego junto a otros artistas católicos de la talla de Martín Valverde, Daniel Poli, etc.
En febrero de 1999, sale a la venta su producción musical: Amor de los amores, donde incluye el tema «Credo» que constituye sin lugar a dudas su mejor y más acabado trabajo musical por los frutos pastorales que Dios viene realizando a través del mismo.
En 2002, grabó Rezo por ti y en 2005, presentó Generación Zanahoria. En 2009, presentó así mismo, Vuelve.
Ascoy ha escrito tres libros: Manual para ser un cantante sin futuro, Oracional Zanahoria y Cómo hablar de sexualidad con nuestros hijos.

## Discografía
Luis Enrique Ascoy cuenta con varias producciones musicales en español y una en portugués, las cuales son:
- ¿Dónde estabas libertad?
- Hasta cuando salga el sol
- No nos callarán
- Navidar
- Vida 10 Años —grabado en España—
- Juntos en concierto —grabado en Argentina junto con Daniel Poli—
- Palabra de cantautor
- Acústico - volumen I —Recital acústico ofrecido durante la Vigilia de Pascua de Resurrección de la Parroquia San Juan Bautista de Zárate, 29 de marzo de 1997—
- Acústico - volumen II
- Rezo por ti
- Palabra de cantor —portugués—
- Lenguas de fuego —grabado junto a Sandra Salas, Martín Valverde, Eugenio Jorge, Daniel Poli—
- Amor de los amores —grabado en Argentina—
- ¡Abbá! (1999), Canciones para el nuevo milenio
- Pescando en red —grabado en Argentina junto a Martín Valverde y Daniel Poli—
- Acústico - volumen III
- Generación Zanahoria
- Primeras versiones
- Juntos por Jesús (2004) —grabado en Paraguay, en el Consejo Nacional de Deportes, junto al grupo Getsemaní—
- Dos o Más (2006) —grabado en España con la participación de Nico Montero—
- Vuelve (2009)
- Amor Divino (2012)
- Trece Razones (2019) —grabado con la participación de sus dos hijos—

## DVD’s
- Concierto en Plaza Mayor (1997)
- Pescando en red (1998)
- Una voz - Una vocación (1998)
- Pescantando en vivo (2005)
- Dos o más (2006)
- Vida 30 años (2014)

## Libros
- Oracional Zanahoria.
- Manual para ser un cantante sin futuro.
- Preguntas Frecuentes.
- Cómo hablar de sexualidad con nuestros hijos. (2017)

## Charlas en Mp3
- Taller Músicos PrediCantores. (2012)